# Jerzy Rogalski
Jerzy Rogalski (ur. 11 kwietnia 1948 w Oleśnicy) – polski aktor teatralny, filmowy i telewizyjny oraz artysta kabaretowy.

## Życiorys
Absolwent Wydziału Aktorskiego Państwowej Wyższej Szkoły Filmowej, Telewizyjnej i Teatralnej im. Leona Schillera w Łodzi (1970). W latach 1970–1974 był związany z Bałtyckim Teatrem Dramatycznym im. Juliusza Słowackiego w Koszalinie, a od 1974 do 1975 roku z Teatrem Polskim w Szczecinie. Od 1976 aż do przejścia na emeryturę był aktorem Teatru im. Juliusza Osterwy w Lublinie.
Przez wiele lat był związany z lubelskim kabaretem „Loża 44”. Dużą popularność przyniosły mu role porucznika Waldemara Jaszczuka w kryminalnym serialu telewizyjnym 07 zgłoś się, Antoniego Tośka w serialu telewzyjnym Plebania czy Staszka Kolasy w serii filmów komediowych Kogel-mogel (Kogel-mogel, Galimatias, czyli kogel-mogel II, Miszmasz, czyli kogel-mogel 3, Koniec świata, czyli kogel-mogel 4).
Ma żonę Elżbietę, syna Dominika i córkę Aleksandrę.

## Filmografia
- 1969: Jak rozpętałem drugą wojnę światową jako Jędrek Grzyb, chłop przewożący bydło
- 1972: Chłopi jako Jędrek, brat Jagny
- 1972: Kaprysy Łazarza jako wtóry syn Jacentego
- 1974: Wiosna panie sierżancie jako Szczygieł
- 1977: Lalka jako Patkiewicz, student z kamienicy Łęckiego
- 1977: Wszyscy i nikt jako pomocnik kowala
- 1977: Kapitan z „Oriona” jako praktykant
- 1980: Droga jako Miecio
- 1982: Popielec – szwagier
- 1984: 07 zgłoś się jako porucznik Waldemar Jaszczuk w odc. 15-21
- 1988: Kogel-mogel jako Stasiek Kolasa
- 1989: Galimatias, czyli kogel-mogel II jako Stasiek Kolasa
- 1989: Kanclerz jako Wojtaszek
- 1993: Dwa księżyce jako zakrystian Antoni
- 1995: Cwał jako milicjant
- 1997: Złotopolscy jako Marny, mieszkaniec Dworca Centralnego
- 2001-2011: Plebania jako Antoni Tosiek
- 2001: Quo vadis jako Sporus, właściciel winiarni
- 2001: Marszałek Piłsudski jako chłop
- 2001: Pieniądze to nie wszystko jako pracownik Turkota (nie występuje w napisach)
- 2004: Wesele jako wujek Mundek
- 2005: Niania jako wujek
- 2007: Bracia Karamazow jako technik
- 2009: Londyńczycy 2 jako burmistrz (odc. 9)
- 2009: Dom zły jako weterynarz Poldek
- 2010: Erratum jako Nawrocki
- 2010: Śluby panieńskie jako służący Albina
- 2010: 1920. Wojna i miłość jako sołtys Walencik (odc. 9)
- 2011: Róża jako fryzjer
- 2011: 1920 Bitwa warszawska
- 2012: Na dobre i na złe jako rolnik Nowak
- 2013: Byle w stronę ty jako kościelny Władek
- 2014: Carte blanche jako pan Henio
- 2015: Żyć nie umierać jako pan Poter
- 2015: Ojciec Mateusz jako Witold Mastalerek (odc. 186)
- 2016: Powidoki jako urzędnik MHD
- 2019: Miszmasz, czyli kogel-mogel 3 jako Staszek Kolasa
- 2022: Koniec świata, czyli kogel-mogel 4 jako Staszek Kolasa

## Odznaczenia
- Złoty Krzyż Zasługi (1985)
- Brązowy Medal „Zasłużony Kulturze Gloria Artis” (2006)[2]
- Srebrny Medal „Zasłużony Kulturze Gloria Artis” (2011)[2]